# Tela submucosa
Unter dem Begriff Tela submucosa, oft auch Tunica submucosa oder kurz Submucosa genannt, versteht man in der Histologie die Gewebsschicht zwischen der Schleimhaut (Tunica mucosa) und der Muskelschicht (Tunica muscularis). Die Tela submucosa besteht aus lockerem Bindegewebe, vielen Blutgefäßen und einem vegetativen Nervengeflecht (Plexus submucosus). Außerdem finden sich in der Tela submucosa Lymphgefäße und stellenweise Drüsen. 
Die Tela submucosa kommt unter anderem in folgenden Hohlorganen des Körpers vor:
- Magen-Darm-Trakt
- Luftröhre und Hauptbronchien
- Harntrakt